# 松島車站 (日本)
松島車站（日语：／ Matsushima eki */?）是一由東日本旅客鐵道（JR東日本）的所經營鐵路車站，位於日本宮城縣宮城郡松島町松島字小梨屋。松島是JR東北本線沿線的車站，屬JR東日本仙台分社管轄的車站之一，由松島海岸車站負責管理。松島車站雖然名稱中有「松島」兩字，但由於該站附近的東北本線路段距離海岸尚有段距離，因此並非是與名列日本三景之一的松島距離最近的車站。相比之下，真正距離松島最接近的，反而是仙石線上的松島海岸車站。
今日的松島車站並非東北本線上最早使用相同站名的車站。初代松島車站實際上是位於被稱為「山線」、通過利府車站且目前已經廢線的東北本線舊線上，啟用於1890年。為了解決山線路段的坡度過急問題，在1944年起開始建設替代用的海線路線（也就是今日的東北本線正線），而本站也在1956年時伴隨海線的通車而啟用，但初啟用時名為「新松島」。1962年東北本線山線除了岩切至利府之間的路段（也就是今日的利府支線）獲得保留之外，其餘路段皆遭到廢除，因此在廢線路段上的初代松島車站也伴隨一同廢站，而新松島也在原本的松島車站消失之後取而代之，更名為松島。

## 車站結構
側式月台1面1線與島式月台1面2線，合計2面3線的地面車站。月台位於曲線上。各月台以跨線天橋連接。

### 月台配置
| 月台 | 路線      | 方向 | 目的地             |
| ---- | --------- | ---- | ------------------ |
| 1    | ■東北本線 | 上行 | 鹽釜、仙台方向     |
| 2    | ■東北本線 | 上行 | 鹽釜、仙台方向     |
| 2    | ■東北本線 | 下行 | 小牛田、一之關方向 |
| 3    | ■東北本線 | 下行 | 小牛田、一之關方向 |

## 相鄰車站
東日本旅客鐵道
■東北本線
鹽釜－松島－愛宕
東北本線支線（仙石線·東北本線接續線、旅客列車〔仙石東北線〕所有列車通過）
松島－高城町

### 初代松島站的相鄰車站
日本國有鐵道
東北本線（山線）
利府－（赤沼信號場）－松島－品井沼
松島－品井沼之間於1962年（昭和37年）4月20日、利府－松島之間於同年7月1日廢除。赤沼信號場於1950年（昭和25年）10月1日廢除。

## 外部連結
- （日語）松島車站（JR東日本） （页面存档备份，存于）